# Samtgemeinde Himmelpforten

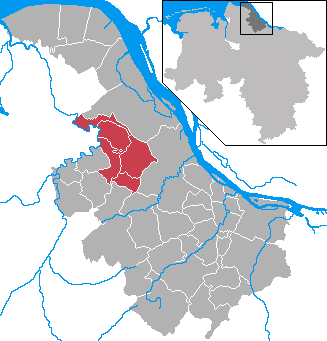
Lage der Samtgemeinde im Landkreis Stade

Die Samtgemeinde Himmelpforten war ein Gemeindeverband im nordwestlichen Teil des Landkreises Stade.

## Geografie

### Samtgemeindegliederung
Die Samtgemeinde setzte sich aus den fünf Mitgliedsgemeinden Düdenbüttel, Engelschoff, Großenwörden, Hammah und Himmelpforten zusammen.

## Geschichte
Die Samtgemeinde Himmelpforten wurde am 1. Juli 1972 aus den oben genannten Gemeinden gebildet.
Zum 1. Januar 2014 schloss sie sich mit der Samtgemeinde Oldendorf zur neuen Samtgemeinde Oldendorf-Himmelpforten zusammen.

### Einwohnerentwicklung
(jeweils zum 31. Dezember)

## Politik

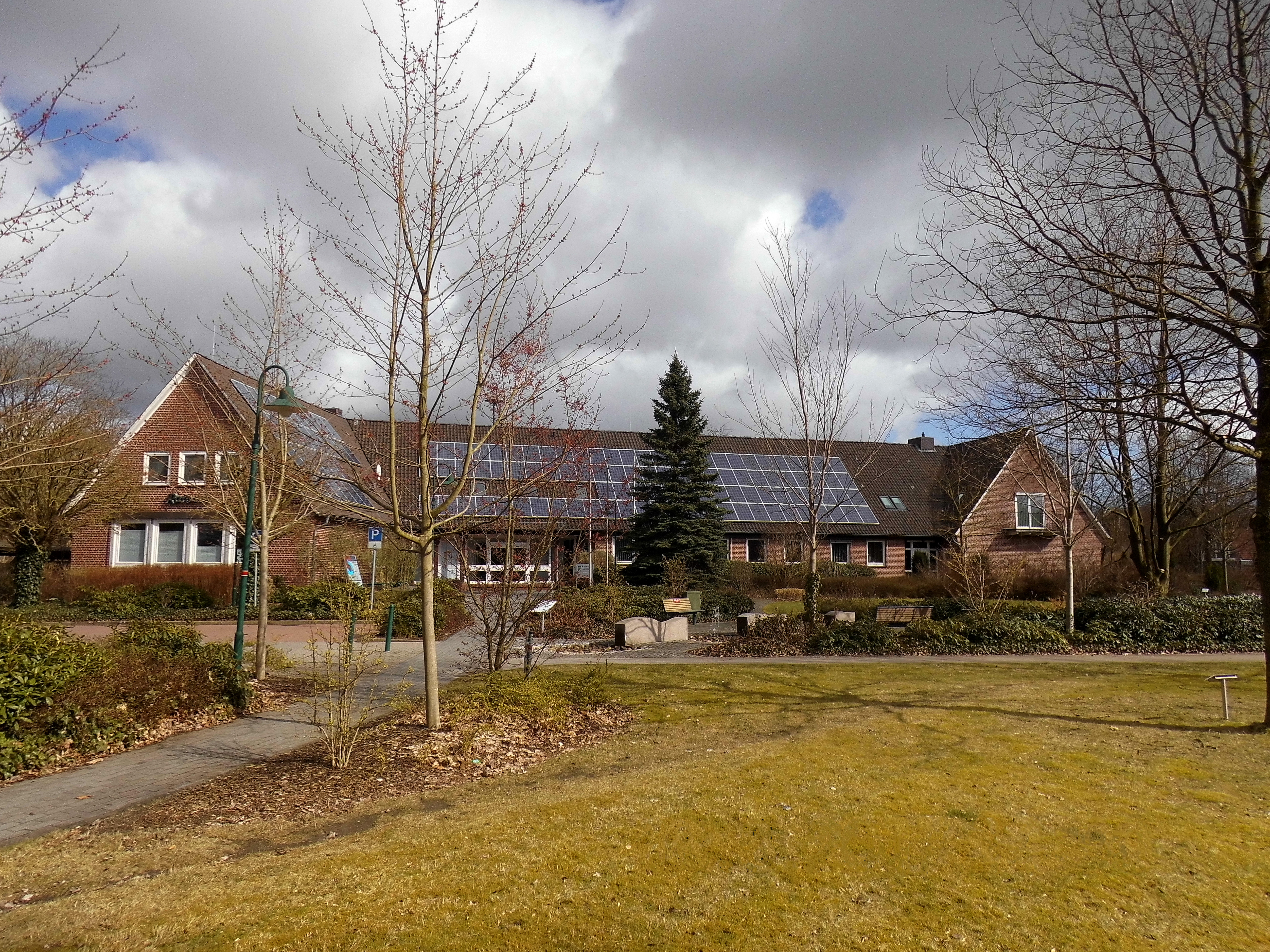
Das Rathaus in Himmelpforten

### Samtgemeinderat
| Jahr | CDU | SPD | GRÜNE | FDP | FWG | OLH |
| ---- | --- | --- | ----- | --- | --- | --- |
| 2006 | 13  | 8   | 1     | 1   | 1   |     |
| 2011 | 11  | 8   | 2     |     | 1   | 2   |

### Samtgemeindebürgermeister
Letzter Samtgemeindebürgermeister war bis zum 31. Dezember 2013 der parteilose Holger Falcke. Er war ein maßgeblicher Befürworter der Fusion der beiden Samtgemeinden Oldendorf und Himmelpforten.

### Wappen
Blasonierung: „Von Blau und Grün durch eine erniedrigte (gesenkte) silberne Wellenleiste geteilt; oben eine fünftürige goldene Pforte.“
Die Flagge ist blau-gelb-blau (1:3:1) gestreift und mittig mit dem Wappen der Samtgemeinde belegt.

## Kultur und Sehenswürdigkeiten

### Tourismus
Himmelpforten liegt an der Deutschen Fährstraße.

### Regelmäßige Veranstaltungen
In Himmelpforten gibt es ein Weihnachtspostamt.

## Wirtschaft und Infrastruktur
In der Samtgemeinde Himmelpforten arbeiteten im Jahr 2012 1.385 Beschäftigte. Ihr Anteil nach Wirtschaftszweigen gliedert sich wie folgt:
| Wirtschaftszweig                | Beschäftigte in Prozent |
| ------------------------------- | ----------------------- |
| Land- und Forstwirtschaft       | 6                       |
| Produzierendes Gewerbe          | 31                      |
| Handel, Gastgewerbe und Verkehr | 35                      |
| Dienstleistungen                | 28                      |

### Bildung
Die Samtgemeinde war Schulträgerin der Grundschulen in Hammah und Himmelpforten sowie der Oberschule in Himmelpforten (Porta-Coeli-Schule).